# Saint-Laurent-Lolmie
Saint-Laurent-Lolmie là một xã thuộc tỉnh Lot tây nam Pháp. Xã có diện tích 10,81 km², dân số theo điều tra năm 1999 là 202 người. Khu vực này có độ cao trung bình 214 mét trên mực nước biển.